# Muse Watson
Muse Watson (Alexandria (Louisiana), 20 juli 1948) is een Amerikaans televisie- en filmacteur. Hij debuteerde in 1989 als politieagent op het witte doek in de film Black Rainbow. Hij speelde terugkerende rollen in de televisieseries NCIS en Prison Break.

## Filmografie
- Saved by Grace (2016)
- TiMER (2009)
- White Lightnin' (2009)
- A Kiss at Midnight (2008, televisiefilm)
- The Steamroom (2008)
- Between the Sand and the Sky (2008)
- Jane Doe: The Harder They Fall (2006, televisiefilm)
- End of the Spear (2005)
- Iowa (2005)
- House of Grimm (2005)
- Frankenfish (2004, televisiefilm)
- Dead Birds (2004)
- The Dark Agent and the Passing of the Torch Chapter 7 (2004)
- A Day Without a Mexican (2004)
- The Last Summer (2004)
- Wild Turkey (2003)
- The Last Cowboy (2003, televisiefilm)
- Christmas Child (2003)
- Season of the Hunted (2003)
- Hollywood Vampyr (2002)
- American Outlaws (2001)
- Ten Grand (2000)
- Songcatcher (2000)
- All the Rage (1999)
- Austin Powers: The Spy Who Shagged Me (1999)
- From Dusk Till Dawn 2: Texas Blood Money (1999)
- Morgan's Ferry (1999)
- You Know My Name (1999, televisiefilm)
- The Art of a Bullet (1999)
- I Still Know What You Did Last Summer (1998)
- Break Up (1998)
- Shadrach (1998)
- Heartwood (1998)
- If I Die Before I Wake (1998)
- Acts of Betrayal (1997)
- I Know What You Did Last Summer (1997)
- Lolita (1997)
- Rosewood (1997)
- Assassins (1995)
- The Journey of August King (1995)
- Something to Talk About (1995)
- Tecumseh: The Last Warrior (1995, televisiefilm)
- Gramps (1995, televisiefilm)
- Tad (1995, televisiefilm)
- Justice in a Small Town (1994, televisiefilm)
- Leave of Absence (1994, televisiefilm)
- Sommersby (1993)
- Blind Vengeance (1990, televisiefilm)
- The Handmaid's Tale (1990)
- Black Rainbow (1989)

## Televisieseries
*Exclusief eenmalige gastrollen
- NCIS - Voormalig NIS Agent Mike Franks (2006-2017, 20 afleveringen)
- Prison Break - Charles Westmoreland (2005-2008, 19 afleveringen)
- Walker, Texas Ranger - Freddy Forbes (1999, 2 afl.)